# Richardene Kloppers
Richardene Kloppers (Keetmanshoop, Namibia, 5 de enero de 1926-16 de mayo de 2009) fue la primera maestra negra cualificada en Namibia y la primera en iniciar una escuela multirracial en la era del apartheid.

## Biografía
Nació en una familia humilde trabajadora, que vivía en una casa de hierro corrugado. Sus padres se llamaban Sam y Francis Paulton. Fue la mayor de once hermanos. Asistió a la escuela de la Misión católica en Tseiblaagte y aprendió en lengua Nama hasta el estándar 4 (grado 6). Después, fue a Sudáfrica a seguir sus estudios. Completó su grado de Educación en Santa Agustina Teachers College en Parow, Ciudad del Cabo.

### Trayectoria Profesional
Regresó a Namibia y comenzó impartir clases en Gibeon, y así fue como se convirtió en la primera maestra negra cualificada en Namibia. Posteriormente fue docente en Rehoboth y en Karasburg. En 1956, en colaboración con su esposo, abrió una de las primeras escuelas no raciales de Khmasdal. En esa época, el partido Nacional de Sudáfrica tenía una política muy estricta sobre segregación racial, y la administración de apartheid consideró que su escuela era ilegal. Sin embargo, la escuela permaneció abierta y todavía está activa.